# Niedźwiadek (film 1988)
Niedźwiadek (fr. L’Ours) – francusko-amerykański film przygodowy z 1988 roku na podstawie powieści Jamesa Olivera Curwooda: Władca skalnej doliny (The Grizzly King).
Kolumbia Brytyjska, rok 1885. Niedźwiedzica wybierająca miód ginie od spadających odłamków skalnych. Jej młode zaprzyjaźnia się ze starszym niedźwiedziem. Ich śladem rusza dwóch myśliwych.

## Obsada
- Bart jako Kodiak
- Youk jako Cub
- Tchéky Karyo jako Tom
- Jack Wallace jako Bill

## Nagrody i nominacje
Oscary za rok 1989
- Najlepszy montaż – Noëlle Boisson (nominacja)

Nagrody BAFTA 1989
- Najlepsze zdjęcia – Philippe Rousselot (nominacja)

14. ceremonia wręczenia Cezarów
- Najlepsza reżyseria – Jean-Jacques Annaud
- Najlepszy film – Jean-Jacques Annaud (nominacja)
- Najlepsze zdjęcia – Philippe Rousselot (nominacja)
- Najlepszy dźwięk – Bernard Leroux, Claude Villand, Laurent Quaglio (nominacja)
- Najlepszy plakat – Claude Millet, Christian Blondel, Denise Millet (nominacja)